# Horsarydmark
Horsarydmark är en bebyggelse i Asarums socken i Karlshamns kommun i Blekinge län. Horsarydmark klassades av SCB före 2015 som en småort för att därefter räknas som en del av tätorten Stilleryd.